# 藤本亀
藤本 亀（ふじもと ひさし、1904年7月4日 - 1989年2月14日）は、日本の経営者。山陽放送社長を務めた。

## 経歴
岡山県出身。1925年に関西大学法学部法科を卒業し、1927年に朝日新聞社に入社。1945年に合同新聞(のちの山陽新聞社)に転じ、1947年に取締役に就任し、1958年には山陽放送常務に就任し、1964年に専務を経て、1974年5月には社長に就任した。1981年6月に会長に就任し、1983年に取締役相談役を経て、1984年6月に相談役に退いた。
1979年5月に勲三等瑞宝章を受章。
1989年2月14日、呼吸不全のために死去。84歳没。